# Cervo (Włochy)
Cervo – miejscowość i gmina we Włoszech, w regionie Liguria, w prowincji Imperia.
W 2004 roku gminę zamieszkiwało 1195 osób, gęstość zaludnienia wynosiła 398,3 osób/km².
W miejscowości znajduje się stacja kolejowa Cervo-San Bartolomeo al Mare.